# Chodorówka Stara-Kolonia
Chodorówka Stara-Kolonia – kolonia w Polsce położona w województwie podlaskim, w powiecie sokólskim, w gminie Suchowola.
W latach 1975–1998 miejscowość administracyjnie należała do województwa białostockiego.
Chodorówka Stara-Kolonia stanowi samodzielne sołectwo.